# Kowaliki (ptaki)

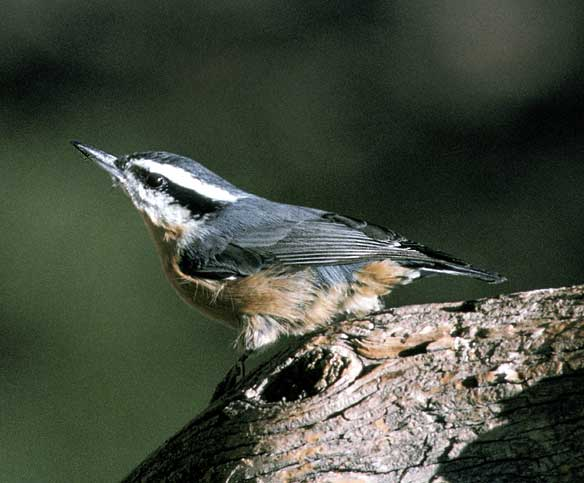
Kowalik czarnogłowy (Sitta canadensis)

Porównanie niektórych przedstawicieli rodziny

Kowaliki (Sittidae) – monotypowa rodzina ptaków z podrzędu śpiewających (Oscines) w obrębie rzędu wróblowych (Passeriformes), obejmująca ponad dwadzieścia gatunków małych ptaków.

## Zasięg występowania
Rodzina obejmuje gatunki występujące niemal wyłącznie na półkuli północnej, przede wszystkim w lasach, kilka gatunków przystosowało się do życia w środowiskach skalistych.

## Cechy charakterystyczne
Długość ciała 10,5–19,5 cm; masa ciała 7,5–55 g. Unikalną cechą kowalików jest ich zdolność do utrzymywania się na pniach drzew głową w dół, większość potrafi się w tej pozycji sprawnie poruszać. Inne ptaki, często poruszające się po pniach drzew, takie jak dzięcioły i pełzacze, ustawione są zawsze głową do góry. Kowaliki są do siebie bardzo podobne pod względem wielkości, wyglądu i zwyczajów. Są ptakami wszystkożernymi, zjadają chętnie owady, ich larwy, orzechy i nasiona, które chowają w szczelinach kory .

## Systematyka
Rodzaj zdefiniował w 1758 roku szwedzki przyrodnik Karol Linneusz w dziesiątym wydaniu swojej publikacji Systema Naturae poświęconej systematyce zwierząt, roślin i minerałów. Gatunkiem typowym jest (oznaczenie monotypowe) kowalik zwyczajny (S. europaea).

### Etymologia
- Sitta (Sida, Sitla): średniowiecznołac. sitta (Turner 1544) ‘kowalik’, od gr. σιττη sittē ‘ptak podobny do dzięcioła’ wspomniany przez Arystotelesa, Kallimacha i Hezychiusza[13].
- Dendrophila: gr. δενδρον dendron ‘drzewo’; φιλος philos ‘miłośnik’[14]. Gatunek typowy (późniejsze oznaczenie): Dendrophila frontalis Swainson, 1837 (= Sitta azurea Lesson, 1830)[15].
- Callisitta: gr. καλλος kallos ‘piękno’, od καλος kalos ‘piękny’; rodzaj Sitta Linnaeus, 1758 (kowalik)[16]. Gatunek typowy (oznaczenie monotypowe): Sitta formosa Blyth, 1843.
- Rupisitta: łac. rupes, rupis ‘skała’, od rumpere ‘rozbić’; rodzaj Sitta Linnaeus, 1758 (kowalik)[17]. Gatunek typowy (oryginalne oznaczenie): Sitta dresseri Zarudny & Buturlin, 1906[b].

### Podział systematyczny
Do rodziny należy jeden rodzaj z następującymi gatunkami:

- Sitta leucopsis Gould, 1850 – kowalik białolicy
- Sitta przewalskii Berezovski & Bianchi, 1891 – kowalik Przewalskiego
- Sitta magna Wardlaw Ramsay, 1876 – kowalik wielki
- Sitta carolinensis Latham, 1790 – kowalik karoliński
- Sitta pygmaea Vigors, 1839 – kowalik mały
- Sitta pusilla Latham, 1790 – kowalik malutki
- Sitta insularis J. Bond, 1931 – kowalik bahamski
- Sitta yunnanensis Ogilvie-Grant, 1900 – kowalik skromny
- Sitta ledanti Vielliard, 1976 – kowalik algierski
- Sitta krueperi von Pelzeln, 1863 – kowalik turecki
- Sitta canadensis Linnaeus, 1766 – kowalik czarnogłowy
- Sitta whiteheadi Sharpe, 1884 – kowalik korsykański
- Sitta villosa J. Verreaux, 1865 – kowalik płowy
- Sitta azurea Lesson, 1830 – kowalik okularowy
- Sitta frontalis Swainson, 1820 – kowalik krasnodzioby
- Sitta solangiae (Delacour & Jabouille, 1930) – kowalik żółtodzioby
- Sitta oenochlamys (Sharpe, 1877) – kowalik liliowy
- Sitta formosa Blyth, 1843 – kowalik wspaniały
- Sitta neumayer Michahelles, 1830 – kowalik skalny
- Sitta tephronota Sharpe, 1872 – kowalik duży
- Sitta arctica Buturlin, 1907 – kowalik białoczelny
- Sitta himalayensis Jardine & Selby, 1835 – kowalik himalajski
- Sitta victoriae Rippon, 1904 – kowalik białobrewy
- Sitta nagaensis Godwin-Austen, 1874 – kowalik tybetański
- Sitta cashmirensis W.E. Brooks, 1871 – kowalik kaszmirski
- Sitta castanea Lesson, 1830 – kowalik kasztanowaty
- Sitta europaea Linnaeus, 1758 – kowalik zwyczajny